# Kálfstindar
Die Kálfstindar sind ein vulkanischer Gebirgszug an der Verbindungsstraße Gjábakkaleið nahe der Hochebene der Lyngdalsheiði im Süden von Island.

## Lage
Der Gebirgszug befindet sich nördlich der Verbindungsstraße von Þingvellir zum Laugarvatn.

## Beschreibung
Es handelt sich um einen ca. 10 km langen, von Südwesten nach Nordosten ausgerichteten, d. h. der isländischen Riftzone folgenden Gebirgszug.
Als südlichster Ausläufer ragt Reyðarbarmur über der alten Piste auf. In diesem Teil des Gebirgszuges befindet sich auch die Höhle Laugarvatnshellar, die zu Anfang des 20. Jahrhunderts einige Zeit von einer Familie bewohnt wurde, worauf Hinweistafeln verweisen.
Im Nordosten sind die Kálfstindar mit dem niedrigeren Berg Laugarvatnsfjall verbunden.

## Geologie
Es handelt sich um eine Bergkette aus Palagonit-Gestein, die in einer oder mehreren Ausbruchsserien an einer Vulkanspalte unter einem Gletscher entstanden ist.

## Wandern und Bergsteigen
Am günstigsten ist es das Auto am Barmaskarð oder in dessen Nähe zu parken, nordwestlich am Gebirgszug entlang ins Hrossadalur zu gehen und von dort auf den höchsten Gipfel aufzusteigen.